# Kendermagos törpelúd

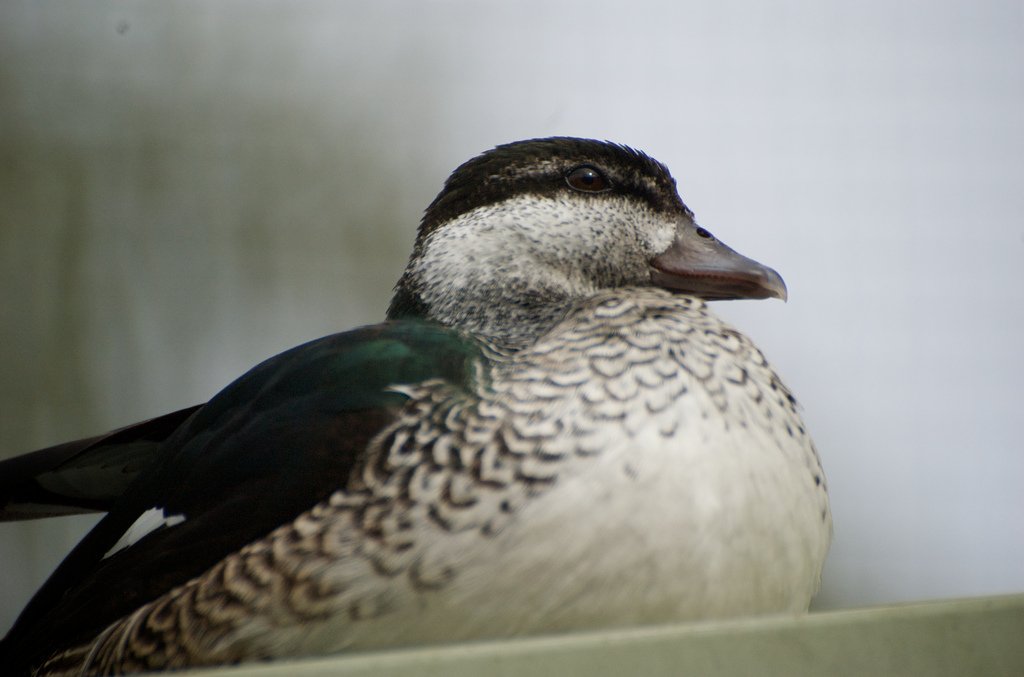

A kendermagos törpelúd (Nettapus pulchellus) a lúdalakúak rendjébe, ezen belül a récefélék (Anatidae) családjába, a réceformák (Anatinae) alcsaládjába tartozó úszómadár.

## Előfordulása
Ausztrália északi részének trópusi vidékein, Új-Guinea szigetének déli részén, Indonézia és Kelet-Timor területén él.
Tiszta vizű, úszó vízinövényekkel sűrűn benőtt édesvizű tavakon él. Az esős évszakban időleges, sekély pocsolyákon és rizsföldeken is előfordul.

## Megjelenése
Testhossza 33-36 centiméter, szárnyfesztávolsága 48-60 centiméter. Kis testű réce, csőre lúdszerűen magas. 
A hím pofája a nászidőszakban fehér, utána szürkés színű tollak nőnek a fehérek helyett. Feje, nyaka és háta csillogó, sötét palackzöld. Melle és oldala sűrűn fekete-fehér csíkos („kendermagos”). 
A tojó háta szintén sötétzöld, nyaka világosbarna, mellén és oldalán a tollak sötét szegélyűek, ettől messziről egészen szürkének tűnik. 
Repülés közben mindkét ivarnál feltűnő a szárny hátsó élén levő, élesen elhatárolt fehér mező.
Úszáskor és repülés közben a hím sűrűn hallatja éles füttyögését.

## Életmódja
Általában a vízen él, rövid lábaival a szárazföldön csak ügyetlenül totyog. Tápláléka főként vízinövényekből áll, elsősorban a tavirózsák és a keserűfűfélék magvait és virágait fogyasztja. Élelmét a víz felszínéről és a fenékről is összegyűjti. Olykor szárcsaszerű fejesugrással bukik a víz alá.  A költési időszakban a költőpár hevesen védelmez egy kicsi táplálkozóterületet. Az élelemben szegény száraz időszakban átmenetileg nagyobb, akár száz egyedből álló csapatok is összeverődhetnek egy-egy jó táplálkozóterületen.

## Szaporodása
A párzási időszak az esős évszakban zajlik. Mint a récefélék többsége ez a faj is monogám párkapcsolatban él, egy-egy pár egészen egyikük haláláig együtt marad. Faodvakba építi fészkét, gyakran több méteres magasságba.
Fészekalja 8-15 tojásból is állhat. A tojó egyedül költ, a hím a környéken őrködik. a kikelt fiókákat a  szülők közösen vezetik a vízhez és együtt gondoskodnak róluk.